# A. R. 라만
A. R. 라만(영어: A. R. Rahman, 타밀어: ஏ.ஆர்.ரஹ்மான், 1967년 1월 6일 ~ )는 인도의 작곡가이자 가수이다.
영화 슬럼독 밀리어네어의 작곡가로 잘 알려져 있다. 아카데미상과 그래미상을 두 차례씩 수상했으며 2009년도 타임즈가 선정한 세계에서 가장 영향력있는 인물 100인 리스트에 오르기도 했다. 2014년도에 버클리 음악 대학에서 명예 박사 학위를 수여받았다.